# Quecksilber(II)-fluorid
Quecksilber(II)-fluorid ist eine anorganische chemische Verbindung des Quecksilbers aus der Gruppe der Fluoride.

## Gewinnung und Darstellung
Quecksilber(II)-fluorid kann durch Reaktion von Quecksilber(II)-chlorid mit Fluor gewonnen werden.
{\displaystyle \mathrm {HgCl_{2}+F_{2}\longrightarrow HgF_{2}+Cl_{2}} }
Ebenfalls möglich ist die Darstellung durch Reaktion von Quecksilber(II)-oxid mit Fluorwasserstoff
{\displaystyle \mathrm {HgO+2\ HF\longrightarrow HgF_{2}+H_{2}O} }
oder durch Fluorierung von Quecksilber(I)-fluorid.
{\displaystyle \mathrm {Hg_{2}F_{2}+2\ NOF\cdot 3HF\longrightarrow 2\ HgF_{2}+2\ NO+6\ HF} }

## Eigenschaften
Quecksilber(II)-fluorid ist ein weißer, lichtempfindlicher und sehr feuchtigkeitsempfindlicher Feststoff, der von Wasser sofort unter Gelbfärbung hydrolysiert wird. Er besitzt eine kubische Kristallstruktur vom Fluorit-Typ (Raumgruppe Fm3m (Raumgruppen-Nr. 225)).

## Verwendung
Quecksilber(II)-fluorid kann als selektives Fluorierungsmittel verwendet werden.